# Houten waal
De houten waal was een houten binnenvaartschip en de voorloper van de spits. De houten waal was afgeleid van de middeleeuwse en latere binnenschepen die voeren op rivieren en kanalen. De houten waal mat ongeveer 30 meter bij 4 à 4,50 meter en droeg 150 tot 200 ton. De opvolgende spitsen zijn zo'n 39 x 5,10 meter groot en dragen ongeveer 350 ton.

## Geschiedenis
De houten waal ontstond in de 19e eeuw en bleef dienstdoen tot na de Tweede Wereldoorlog. Toen de gemotoriseerde binnenvaart meer algemeen werd verdwenen deze aandrijvingsloze houten schepen naar de sloop. Een beperkt aantal is bewaard gebleven.

## Leven aan boord
Het vaak grote schippersgezin leefde aan boord van deze schepen in een ruimte van 4 bij 3 of 4 meter. Vroege houten walen hadden de roef in het midden van het schip, vlak achter de houten mast. Later was deze achter in het schip gesitueerd. Onder aan de roef was het 'achteronder' waar men sliep in een alkoof of bedstede, terwijl de kleinste kinderen soms in open kastladen te slapen werden gelegd.
De schippersvrouw moest buiten aan het kombuis of op de kachel in de roef het eten bereiden.

## Het varen
Er werd meestal "gejaagd" aan stuurboordzijde. Bij vertrek trok de schipper aan de helmstok het grote roer met uitdraaiend zwaard, naar stuurboord en hijzelf duwde zijn schip met de boothaak van de oeverkant weg. Dan werd het schip getrokken door twee, drie of meer personen, vaak ook kinderen, zodat het schip in beweging kwam en naar het vaarwater dreef.
Een lege houten waal stak hoog boven het water uit en sterke wind kon de besturing parten spelen. Een geladen schip was beter te hanteren en eer er beweging kwam in de vaart, was de trekkracht niet zo groot meer en moest men gewoon in het zeelgareel voorover hangen en voorop lopen van het schip. De schipper stond achteraan aan de helmstok die tevens als roer diende. Aanvankelijk stond men te sturen in de open lucht. Later kwamen er halfopen overkappingen, zodat de schipper beschermd stond. Nog later werden de stuurhutten volledig dicht gemaakt.
De houten walen werden gezeild worden met behulp van een rechthoekig getuigd of trapeziumvormig zeil. De mast kon middenin staan of vooraan. Als er niet gezeild kon worden in de kanalen of rivieren, en er was geen paard beschikbaar, werd het schip door meerdere leden van het gezin lopend over het jaagpad aan een zeel in het gareel vooruit getrokken. Als trekpaard werden vaak 'Brabanders' - boerentrekpaarden - gebruikt. Dan werd de jaaglijn met het paardgareel verbonden aan de top van de mast. Zodoende was de jaaglijn vrij van obstakels op de wal, zoals struiken of meerpalen en had het schip een trimpunt om beter te manoeuvreren. Voor het sluismaken werden de schepen in de sluis getrokken door het sluispersoneel.
Houten walen, en later de ijzeren sleepschepen, werden soms ook voortgetrokken door een tractor of zoals bij het kanaal van Saint-Quentin bij Saint-Quentin (Aisne) in Noord-Frankrijk door locomotiefjes. Deze trokken soms een sleep van meerdere schepen door kilometers lange tunnels met een spoorwegjaagpad. Het systeem wordt op sommige plaatsen nog toegepast, bijvoorbeeld langs het Panamakanaal.

## Het einde
Na de Tweede Wereldoorlog verdwenen de 'houten walen'. Al voor 1940 kwamen er steeds meer met motoren uitgeruste ijzeren binnenvaartschepen in de vaart. Op deze schepen voeren toen de meer gegoede schipperfamilies. Wie een ijzeren spits had, was in zekere zin vermogend. In 1915 kon men een nieuwe ijzeren spits op de werf laten bouwen voor 15.000 Bfr, ongeveer 372 euro, hetgeen een kapitaal was. Nog tot in de jaren 1960 waren er ongemotoriseerde ijzeren 'sleepkasten', schepen van 1.000 ton en meer, door een eigen sleepbootje getrokken in de vaart.